# 디지털서울문화예술대학교
디지털서울문화예술대학교(디지털서울文化藝術大學校, Digital Seoul Culture Arts University)는 서울특별시 서대문구에 있는 학사 학위 과정의 사립 사이버대학이다.

## 연혁
디지털서울문화예술대학교는 1997년 2월 설립된 사이버서울문예대학을 모태로 두고 있다. 2001년 11월, 재단법인 스칼라피아학원에 의하여 학사 학위 학점 인정 평생교육기관인 아시아디지털대학교로 교명을 변경하였다. 2002년 12월, 한성디지털대학교로 교명을 재차 변경한다.
2009년 10월, 고등교육법 개정으로 인하여 고등교육기관으로 전환되었다. 이어 12월, 디지털서울문화예술대학교로 교명을 변경하여 현재에 이르고 있다.

## 교육편제
디지털서울문화예술대학교는 단과대학 편제 없이 각 학과를 편제하여 학사 학위 과정을 운영중이다.